# Софія Мекленбург-Шверінська (1508—1541)
Софія Мекленбург-Шверінська (нім. Sophie von Mecklenburg-Schwerin, 14 лютого 1508 — 17 червня 1541) — мекленбурзька принцеса з Мекленбурзького дому, донька герцога Мекленбургу Генріха V Миролюбного та бранденбурзької принцеси Урсули, дружина герцога Брауншвейг-Люнебурзького князя Люнебургу Ернста I Сповідника.

## Біографія
Народилась 14 лютого 1508 року у Шверіні первісткою в родині герцога Мекленбургу Генріха V Миролюбного та його першої дружини Урсули Бранденбурзької. Мала молодшого брата Магнуса та сестру Урсулу.
Втратила матір у 2-річному віці. Батько невдовзі узяв другий шлюб із Єленою Пфальцькою, яка народила ще трьох дітей. У 1524 році вона також померла.

До 1520 року батько правив Мекленбургом разом із братом Альбрехтом. За Нойбранденбурзьким династійним договором було вирішено, що Альбрехт правитиме у Гюстрові, а Генріх — у Шверіні. Фактичного поділу земель не проводилося. 

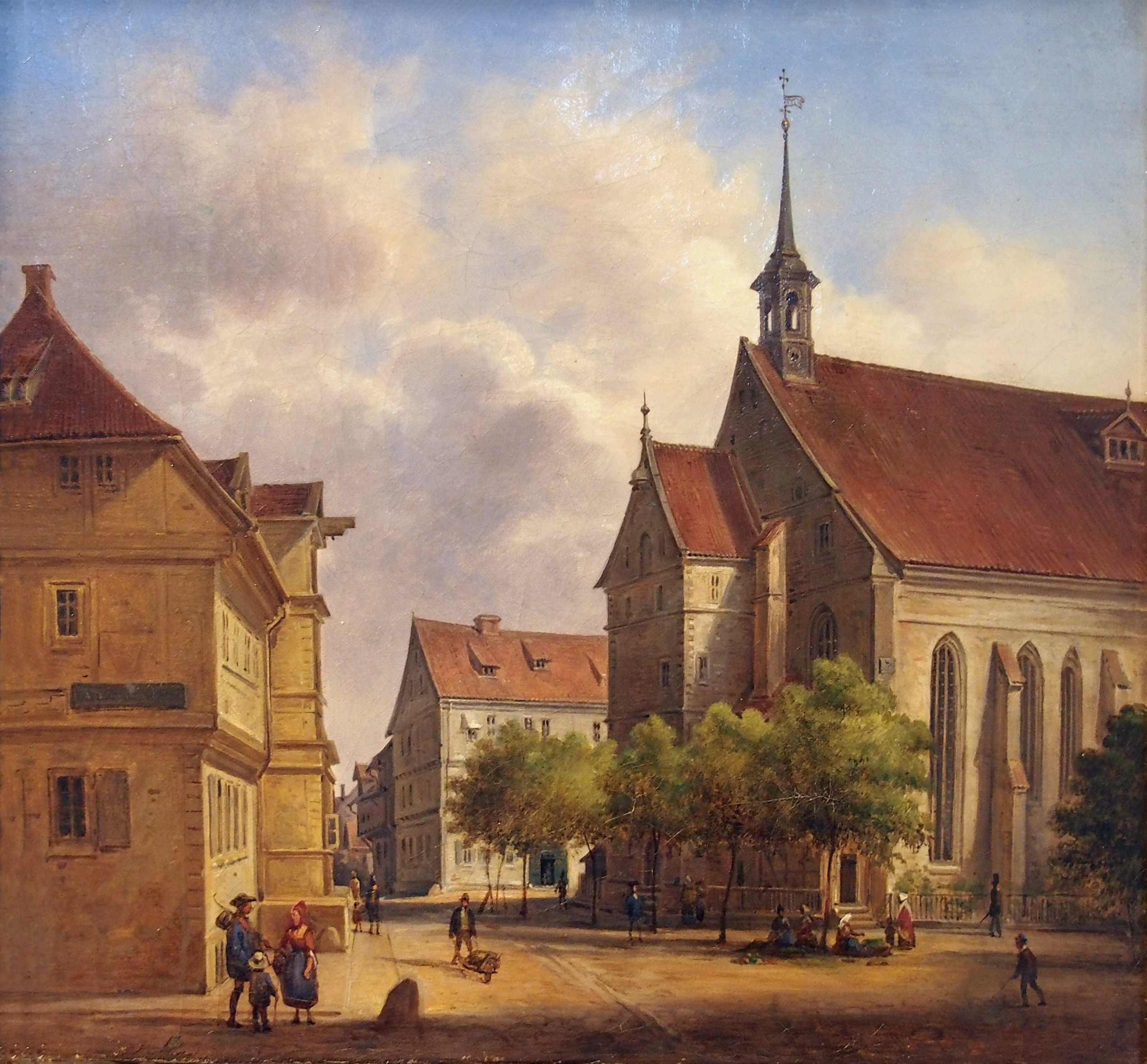
Цельська міська церква

У 20-річному віці Софія стала дружиною 30-річного герцога Брауншвейг-Люнебургу князя Люнебургу Ернста I. Весілля пройшло 2 червня 1528 року у Шверіні. Після 1530 року Ернст став найвпливовішим правителем Північної Німеччини. У шлюбі народила десятеро дітей
Померла при народженні молодшої доньки 17 червня 1541 року у Целле. Похована у міській церкві Святої Марії.
Чоловік пережив Софію на чотири з половиною роки. Подружжю був встановлений спільний сенотаф у Цельській церкві.

## Родина

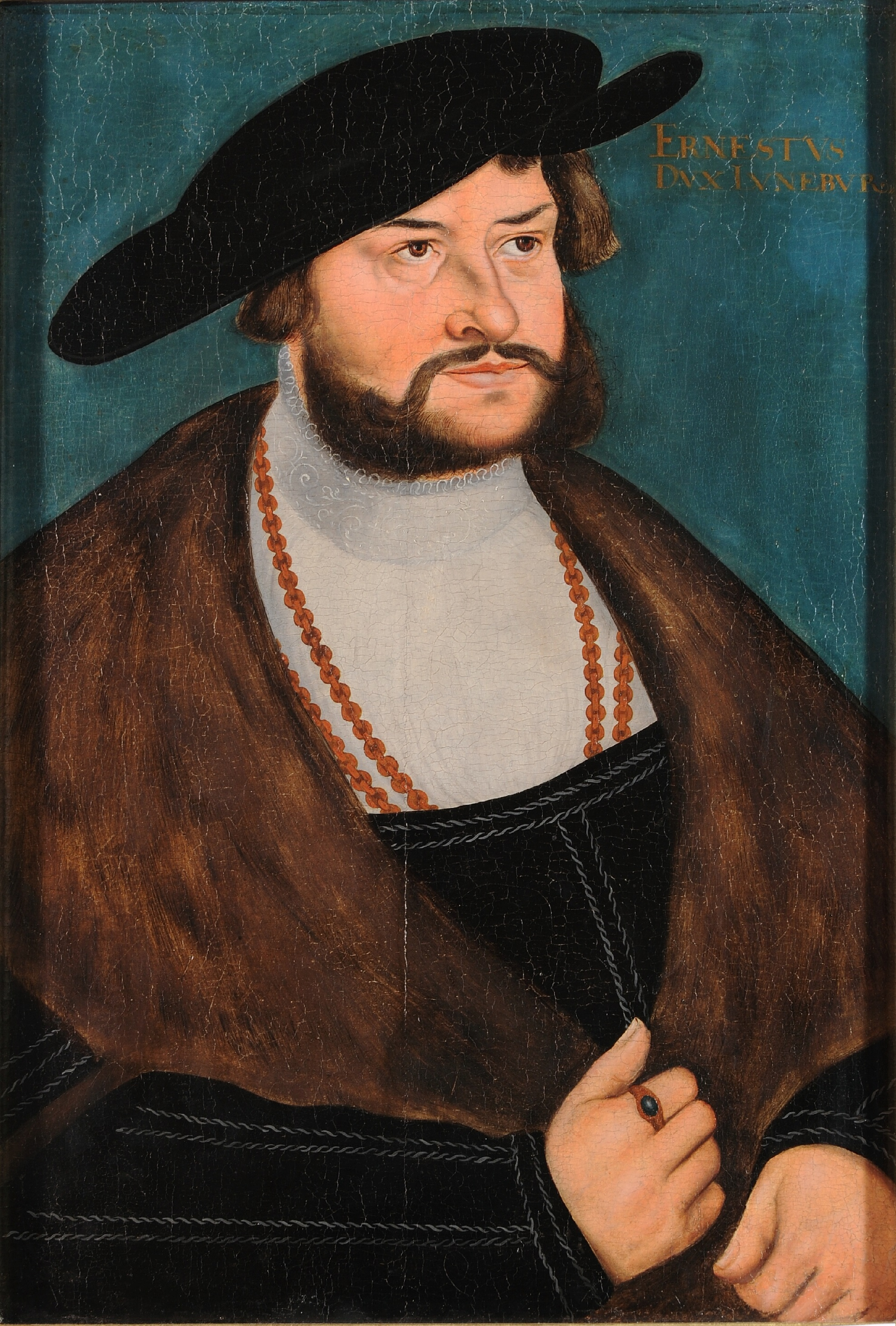
Портрет Ернста I

Чоловік —  Ернст I
Діти:
- Франц Отто (1530—1559) — герцог Брауншвейг-Люнебургу, князь Люнебургу у 1546—1559 роках, був одружений з бранденбурзькою принцесою Єлизаветою Магдаленою, дітей не мав;
- Фрідріх (1532—1553) — одруженим не був, дітей не мав;
- Генріх (1533—1598) — герцог Брауншвейг-Люнебургу, князь Люнебургу у 1559—1569 роках, князь Данненбергу у 1569—1598 роках, був одружений з принцесою Урсулою Саксен-Лауенбурзькою, мав семеро дітей;
- Маргарита (1534—1596) — дружина графа Мансфельд-Гінтерортського Йоганна, мала шестеро дітей;
- Вільгельм (1535—1592) — герцог Брауншвейг-Люнебургу, князь Люнебургу у 1559—1592 роках, був одружений з данською принцесою Доротеєю, мав п'ятнадцятеро дітей;
- Урсула (1536—1538) — прожила 2 роки;
- Катерина (1537—1540 або 1618) — одружена не була, дітей не мала;[2]
- Єлизавета Урсула (1539—1586) — дружина графа Шаумбургу та Гольштейн-Піннебергу Отто IV, мала трьох дітей;
- Магдалена Софія (1540—1586) — дружина графа Бентгайм-Штайнфуртського Арнольда, дітей не мала;
- Софія (1541—1631) — дружина графа Геннеберг-Шлейзінгенського Поппо XII, дітей не мала.